# Anticoagulante

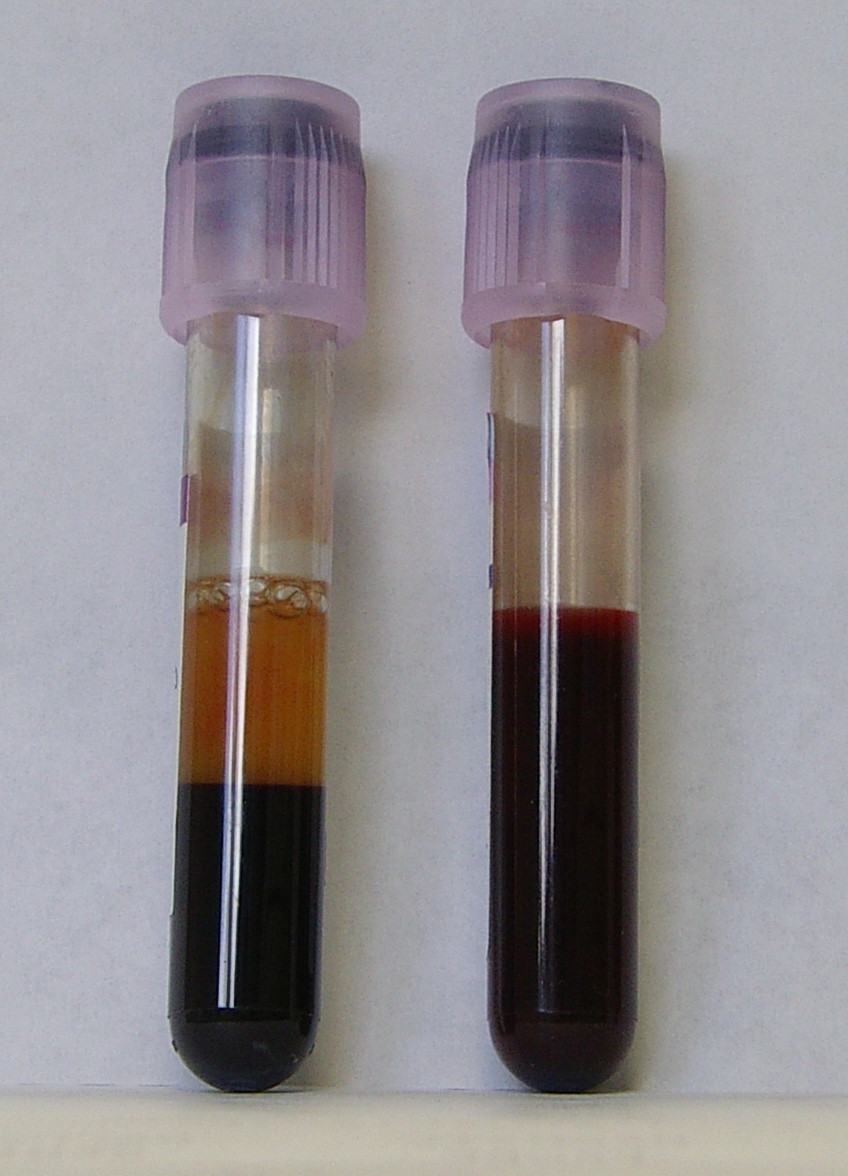
Campioni di sangue con EDTA utilizzato come anticoagulante

Un anticoagulante è un composto capace di rallentare o interrompere il processo di coagulazione del sangue, agendo sull'emostasi secondaria.

## Utilizzo degli anticoagulanti in medicina di laboratorio
L'impiego di sostanze anticoagulanti è indispensabile per l'esecuzione di tutte le analisi che devono essere effettuate su "sangue intero", come l'esame emocromocitometrico, la velocità di eritrosedimentazione (VES), l'allestimento di strisci ematici su vetrino per eseguire la formula leucocitaria o l'esame morfologico di globuli rossi e globuli bianchi.
In commercio sono disponibili provette che contengono diversi tipi di anticoagulante, la cui scelta nella diagnostica di laboratorio è molto importante al fine di evitare interferenze nell'esecuzione degli esami richiesti o di conservare al meglio la morfologia degli elementi cellulari per le indagini ematologiche.

### Eparina
L'eparina è considerata l'anticoagulante naturale per eccellenza, in quanto presente a bassi livelli nel sangue e nei tessuti. Agisce inibendo la trombina e altri fattori della coagulazione. Il campione che si ottiene impiegando questo anticoagulante è utilizzabile praticamente per ogni tipo di analisi biochimica, compresa la determinazione dei gas ematici. Causando però la formazione di aggregati leucocitari e soprattutto piastrinici non può essere utilizzato per l'esame emocromocitometrico.

### EDTA
L'acido etilendiamminotetracetico (EDTA) è, con il precedente, uno degli anticoagulanti più frequentemente usato ed è reperibile sotto forma di sali di sodio o di potassio.
Come altri anticoagulanti esplica la sua azione sequestrando lo ione calcio, indispensabile per il processo di coagulazione, e formando con esso composti insolubili. È l'anticoagulante di scelta per eseguire l'esame emocromocitometrico e solo in rari casi può essere utilizzato per indagini biochimiche. Risulta pertanto un anticoagulante irreversibile del calcio.

### Citrato
Il citrato di sodio, utilizzato soprattutto come sale sodico, come l'EDTA sequestra il calcio e lo rende insolubile, impedendo la coagulazione. Non essendo tossico è utilizzato per rendere incoagulabile il sangue destinato alle trasfusioni. Inoltre è l'anticoagulante d'elezione impiegato per la misura della VES, per lo studio dei fattori della coagulazione (fibrinogeno, PT, APTT, ecc.) e della funzionalità piastrinica.
Non può essere utilizzato per la determinazioni di parametri biochimici. Risulta quindi essere un chelante reversibile del calcio tramite utilizzo di CaCl2, cloruro di calcio.

### Fluoruro di sodio
Il fluoruro di sodio, oltre che impedire la coagulazione mediante chelazione dello ione calcio, è una sostanza che, inibendo la glicolisi, stabilizza la concentrazione del glucosio ematico nel tempo: la glicolisi, infatti, consuma circa 6-7 mg/dl di glucosio ogni ora nei soggetti con ematocrito normale. È quindi l'anticoagulante da preferirsi per la raccolta dei campioni di sangue sui quali si debba determinare la glicemia con metodo chimico e non enzimatico. Non trova praticamente altre applicazioni.

### Ossalati
Gli ossalati sono i chelanti del calcio utilizzati più raramente. L'ossalato di potassio, che è altamente tossico, viene utilizzato come anticoagulante per i campioni di sangue destinati alla determinazione del lattato.

### Sodiopolietansulfonato
Il sodiopolietansulfonato è un anticoagulante usato prevalentemente nell'emocoltura.

## Utilizzo clinico degli anticoagulanti
Gli anticoagulanti si utilizzano anche in vivo come farmaci per regolare la coagulabilità del sangue e vengono impiegati sia a scopo preventivo, quando si verificano in un paziente particolari condizioni che predispongono all'insorgenza di trombosi, ad esempio dopo una frattura ossea, dopo un intervento chirurgico o in corso di fibrillazione atriale, sia a scopo terapeutico, quando la trombosi si è già verificata ed è necessario impedire il distacco o l'estensione del trombo.
Sono possibili interazioni farmacologiche tra erbe ed anticoagulanti orali:
- potenziano l'effetto anticoagulante: ganoderma Japonicum, salvia miltiorrhiza, ginko, china, aglio, iperico, salice bianco, spirea, tamarindo;
- diminuiscono l'effetto anticoagulante: passiflora, ginepro, verbena officinale e ginseng.

### Anticoagulanti utilizzati in clinica

#### Eparina
L'eparina è un glicosaminoglicano presente fisiologicamente nei granuli secretori delle mastcellule. Le molecole interagiscono con l'antitrombina circolante fornendo una difesa antitrombotica naturale.
In terapia viene somministrata per via parenterale, perché non viene assorbita dalla mucosa intestinale. Con la somministrazione endovenosa (in infusione continua o a boli intermittenti) l'azione antitrombotica ha inizio immediatamente; con la somministrazione sottocutanea (possibile nel caso di eparina calcica o eparine a basso peso molecolare) l'inizio dell'azione è ritardato di una-due ore.
L'utilizzo dell'eparina è possibile anche quando sono controindicati gli anticoagulanti orali, ad esempio in gravidanza, in quanto la molecola non attraversa la placenta.
Tra le complicanze, la più frequente è rappresentata dalle manifestazioni emorragiche, che sono dose-dipendenti e possono riguardare sia la sede di iniezione (ecchimosi o ematomi), sia sedi distanti (epistassi, ematuria ecc.). La complicanza più temibile è la Trombocitopenia indotta da eparina (sindrome HIT): si tratta, paradossalmente, di una complicanza protrombotica potenzialmente fatale che si osserva nel 3% dei pazienti trattati con Eparina Non Frazionata (ENF) e nello 0,5% di quelli trattati con Eparina a Basso Peso Molecolare (EBPM). Il suo riscontro è assai più frequente nei pazienti chirurgici rispetto ai pazienti internistici.

#### Anticoagulanti orali
La terapia anticoagulante costituisce il trattamento d'elezione nella prevenzione primaria e secondaria dell'ictus nei pazienti con fibrillazione atriale (valvolare e non valvolare), e della embolia polmonare in pazienti con trombosi venosa:  in particolare con anticoagulanti orali indiretti se c'è un rischio moderato o alto di trombosi venosa.
Dabigatran e inibitori del fattore X da marzo 2008 sono autorizzati in Europa per la prevenzione primaria del rischio di tromboembolismo venoso in soggetti adulti sottoposti a chirurgia sostitutiva elettiva del ginocchio o dell'anca, invece delle più note iniezioni sottocutanee di eparina a livello dell'addome.

##### Inibitori della vitamina K
Warfarin, acenocumarolo, fenprocumone derivano dal dicumarolo, una variante di cumarina. Sono detti anticoagulanti indiretti in quanto non bloccano la cascata della coagulazione ma inibiscono a monte la formazione dei fattori della coagulazione vitamina K dipendenti (fattore II, VII, IX e X). La loro azione completa si raggiunge dopo alcuni giorni dall'inizio della somministrazione, ma la quantità da somministrare va monitorata attraverso la verifica periodica dell'INR, data la grande variabilità nell'assorbimento della molecola (da soggetto a soggetto, e con dosi giornaliere anche molto diverse nell'arco della stessa settimana) e l'interferenza con un grandissimo numero di sostanze (farmaci e alimenti). Anche controllando l'INR nel sangue con una frequenza di due-tre volte al mese, solo il 60% dei pazienti in cura con Warfarin viene mantenuto in un INR ideale tra 2.0 e 3.0..
Questo tipo di antiaggreganti (dicumaròlici) e la vitamina K sono antagonisti competitivi: la vitamina K può essere utilizzata in caso di sovradosaggio di questi farmaci (prima che inizi una emorragia) per ridurne l'effetto. Viceversa, occorre prestare attenzione all'assunzione di alimenti ricchi di vitamina K, per le interazioni col farmaco (microgrammi = 1/1000 mg, per 100 g/parte edibile a crudo:

- molto alta (>1 milligrammo): basilico se essiccato, timo, salvia (1700 μg), prezzemolo, foglie di coriandolo secche;
- per bio-disponibilità, anche se il contenuto di filochinone è molto minore: spinaci (498 µg), cavoli, broccoli, cavolfiori.[2]

La cottura non rimuove quantità significative di vitamina K dagli alimenti, e quindi non cambia il rischio di interazione col farmaco. Di contro, già a 40 °C viene distrutta la vitamina C, presente in molti di questi alimenti, a bilanciare il possibile effetto coagulante della vitamina K. La vitamina C ha una dazione contro i coaguli (formate da lipidi, colesterolo, calcio, macrofagi e talora cellule morte o malte da questo rimosse), perché in generale capace di legare bene il calcio: favorisce l'assorbimento del calcio dagli alimenti durante la digestione -mentre resta da provare se in particolare favorisca anche l'assorbimento dal sangue verso ossa e tessuti-, e libera i capilalri ostruiti quando l'infezione è in corso.
Come le altre vitamine liposolubili, la vitamina K si accumula nell'organismo, per cui oltre alla dose/die probabilmente non superata, è importante anche la quantità di cibi ingeriti nel riferimento di una settimana. Nel caso di pomodori e finocchi, la cottura ha un parziale effetto di inattivazione della vitamina K.
Una interazione più importante alimenti-anticoagulanti è con l'aglio e cipolla, inibitori del trombossano -che con l'ADP è necessario per le piastrine che per ultime si accumulano nel coagulo fino a formare il tappo emostatico. L'aglio contiene ajoene e adenosina, la cipolla adenosina (i cui recettori regolano l'afflusso di sangue nelle coronarie). Inoltre, contengono zolfo biodisponibile: il corretto bilanciamento degli aminoacidi a base di zolfo (Sulfur amino acids -SAAs) quali cisteina, omocisteina, metionina e taurina, è considerato un fattore di rischio cardiovascolare. Tuttavia occorre considerare che la dilatazione dei vasi sanguigni dipende principalmente da arginina e ornitina, che non contengono zolfo nella loro molecola, né sembrano direttamente influenzate dall'interazione con gli aminoacidi sulfurei.

##### Anticoagulanti orali diretti
Di recente introduzione, il dabigatran è un inibitore diretto della trombina. Somministrabile per via orale, non necessita di monitoraggio mediante controlli periodici dell'INR né di aggiustamenti posologici. La sua efficacia e la sua sicurezza sono risultate pari o superiori a quelle di dosi aggiustate di warfarin in pazienti con fibrillazione atriale non valvolare, seguiti per almeno due anni in uno studio clinico.

### Efficacia e misura nel sangue dell'INR
L'effetto degli anticoagulanti è molto variabile tra i diversi individui e può variare nel tempo anche per lo stesso individuo. In pratica, la quantità del farmaco necessaria per persona può essere molto diversa, con dosi anche dieci volte maggiori tra un individuo e
l'altro. Cambiando l'ordine di grandezza, la componente soggettiva è un elemento tanto rilevante che, per valutare l'efficacia del farmaco, è necessario fare riferimento non alla quantità assunta, come avviene comunemente, ma ad un esame di laboratorio che misura il tempo che il sangue impiega a coagulare (tempo di attività protrombinica).
Il tempo di protrombina (TP) è misurato con l'indice percentuale INR (Index Normalized Ratio) che rappresenta l'indice più sicuro e corretto di cui disponiamo. L'INR è il rapporto tra il tempo di protrombina del paziente e il tempo di protrombina di una miscela di plasmi normali elevato alla potenza dell'ISI (International Sensitivity Index): il risultato è un numero che identifica la sensibilità del singolo kit utilizzato in laboratorio.
Il tutto è espresso dalla formula: INR = TP paziente / TP soggetto normale. Valori minori di 2 indicano sangue troppo coagulabile, mentre valori maggiori di 3,5 indicano sangue troppo scoagulato, oltre 4 il rischio di sanguinamenti anche mortali. Nella fibrillazione atriale, in genere, è invece sufficiente arrivare a un'attività protrombinica in media del 40 per cento, o a un INR di 2-2,5.
Ai pazienti cui vengono somministrati anticoagulanti è richiesta l'analisi del sangue per misurare il tempo di protrombina.

### L'acido acetilsalicilico
L'acido acetilsalicilico non appartiene alla classe dei farmaci anticoagulanti, ma svolge comunque un effetto antiaggregante ed è usato spesso con effetto potenziante in associazione con farmaci anticoagulanti (per esempio Clopidogrel). Oltre all'interazione fra anticoagulanti e alimenti ricchi di vitamina K (che riducono l'efficacia di alcuni farmaci), di contro non è trascurabile l'effetto potenziante degli alimenti ricchi di acido salicilico. Tra i vegetali con il più alto livello salicilico abbiamo:,
- molto alta (> 1 mg): more, mirtilli, pere delle Indie, uva passa; peperoni, pomodori, radicchio, cicoria; mandorle, arachidi; Canella, cumino, Polvere di curry, aneto essiccato, garam masalla, origano, peperoncino piccante, rosmarino, timo, curcuma, mostarda;
- alta (tra 0,5 e 1 mg): erba medica, broccoli, cetriolo, fave, spinaci, patate dolci, mele granny smith, avocado fresco, ciliegie, uva rossa, mandarino fresco, tangelo fresco, pinoli, macadamia, pistacchio, vegemite.

Le dosi di ASA nei farmaci sono ben più alte, dell'ordine di 0,6-0,9 g/die nei bambini e di 1-3 g/die negli adulti, perciò difficilmente vengono variate in modo significativo dalle quantità di salicilati assunte tramite l'alimentazione (anche mangiando etti dei cibi a più alto contenuto di salicilati, ne apportiamo qualche mg), e diviene quindi trascurabile l'interazione fra cibi con salicilati e farmaci contenenti ASA.
Non lo è invece l'interazione fra cibi con salicilati (mg/ 100 g parte edibile) e farmaci anticoagulanti cumarinici, dato che sono assunti in dosi dello stesso ordine di grandezza (2,5-5 mg/die), oltre al fatto che è oggetto di studio e non del tutto chiaro in che modo l'ASA potenzi l'effetto di alcuni anticoagulanti, e il relativo effetto collaterale di emorragia interna, in particolare di emorragia cerebrale e/o su soggetti anziani, che sono poi anche quelli più esposti all'opposto rischio trombotico.